# Oscar Taelman
Oscar Joseph Taelman, född 6 oktober 1877 i Gent, död 23 oktober 1945 i Gent, var en belgisk roddare.
Taelman blev olympisk silvermedaljör i åtta med styrman vid sommarspelen 1908 i London.